# تشهاردانغة
تشهاردانغة (بالفارسية: چهاردانگه) هي منطقة سكنية تقع في إيران في Chahardangeh District. يقدر عدد سكانها بـ 42,159 نسمة .